# Jean-Sébastien Jaurès
Jean-Sébastien Jaurès (* 30. September 1977 in Tours) ist ein ehemaliger französischer Fußballspieler auf der Position eines Abwehrspielers.
Der Abwehrspieler, dessen Vorfahren aus Réunion stammen, kam 1991 von der Jugend des FC Tours zur AJ Auxerre und begann dort in der Saison 1995/96 seine Profikarriere. Zur Saison 2008/09 wechselte er ablösefrei zum Bundesligisten Borussia Mönchengladbach. Aufgrund anhaltender Knieprobleme kam Jaurès in der Saison 2010/2011 zu keinem Einsatz bei der Borussia, so dass sein bis zum 30. Juni 2011 laufender Vertrag nicht verlängert wurde.
Gleich in seiner ersten Profisaison wurde er Französischer Meister, hatte allerdings kein einziges Spiel in der Division 1 zu verzeichnen. Im gleichen Jahr errang er mit der französischen U-19-Nationalmannschaft die Europameisterschaft. In den Jahren 2003 und 2005 gewann er mit Auxerre zweimal den französischen Landespokal; anders als 2003 kam er 2005 auch im Endspiel (2:1 n. V. über den CS Sedan) zum Einsatz.
Ende März 2011 gab Jaurés sein Karriereende zum Ende der Saison 2010/11 bekannt, nachdem er zuvor ständig mit Verletzungen am Knie zu kämpfen hatte.